# 美聲少年

官方標誌

美聲少年（義大利語：Il Volo，發音：[il ˈvoːlo]）是一個來自義大利以古典跨界為主的男子音樂組合，一詞在義大利語有「展翅高飛」的意思。成員包括男高音的皮耶羅·巴羅內（Piero Barone）、伊納吉歐·博施基托（Ignazio Boschetto），以及男中音的吉安路卡·吉洛貝爾（Gianluca Ginoble）。他們把自身的音樂風格形容為「歌劇流行」。2015年他们以代表意大利参加欧洲歌唱大赛，並獲得第三名。
2021年11月，他們發行向顏尼歐·莫利克奈致敬的專輯。

## 成員
- 伊納吉歐·博施基托
- 吉安路卡·吉洛貝爾
- 皮耶羅·巴羅內

- 皮耶羅·巴羅內（1993年6月24日—），出生於義大利西西里島納羅。[4]音域為男高音G#2-B4。

- 伊納吉歐·博施基托（1994年10月4日—），出生於義大利艾米利亚-罗马涅大区波隆那，雙親均是西西里人。[4][5]音域為抒情男高音（英语：Lyric Tenor）G#2-D5，並可以用假聲唱到C6。

- 吉安路卡·吉洛貝爾（1995年2月11日—），本名吉安路切·吉洛貝爾·迪·維多里歐（Gianluce Ginoble Di Vittorio），[6]出生於義大利阿布鲁佐大区罗塞托-德利阿布鲁齐。[4]音域為抒情男中音（Lyric Baritone）E2-A4，他很容易唱到男中音的最高音，同時也能唱出很低的音色。

## 音樂作品

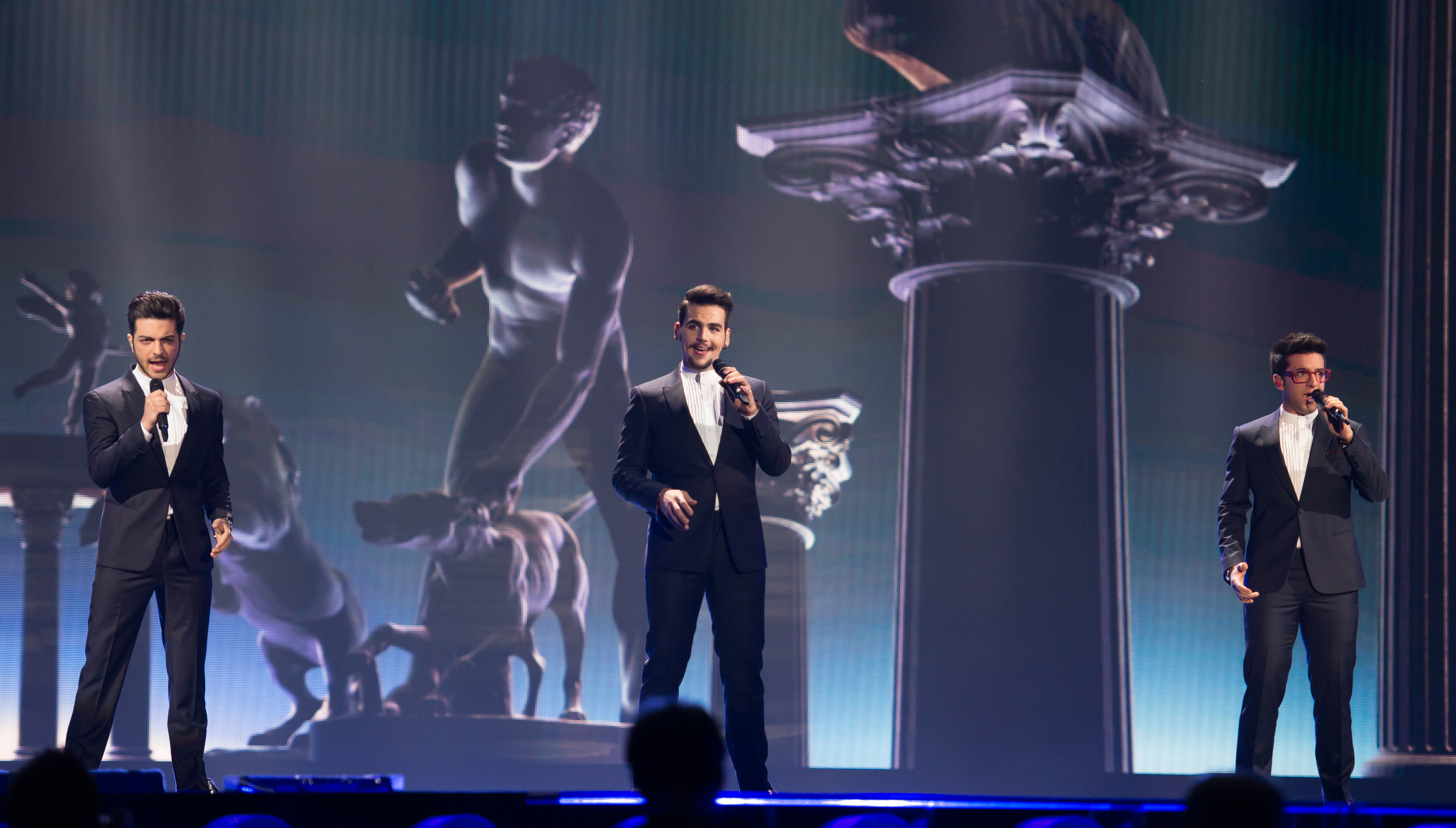
美聲少年位於2015年欧洲歌唱大赛決賽表演

- 《美聲少年（英语：Il Volo (album)）》（2010）
- 《我們的愛就是愛（英语：We Are Love）》（2012）
- 《聖誕禮讚（英语：Buon Natale: The Christmas Album）》（2013）
- 《摯愛無盡（英语：L'amore si muove）》（2015）
- （2018）
- （2019）
- （2021）

## 外部連結
- 官方网站
- 美聲少年的X（前Twitter）
- 皮耶羅·巴羅內的Twitter帳戶 （页面存档备份，存于）
- 伊納吉歐·博施基托的Twitter帳戶 （页面存档备份，存于）
- 吉安路卡·吉洛貝爾的Twitter帳戶 （页面存档备份，存于）

| 奖项与成就                                   | 奖项与成就                    | 奖项与成就                                                       |
| -------------------------------------------- | ----------------------------- | ---------------------------------------------------------------- |
| 前任： Arisa 〈Controvento〉（2014）         | 聖雷莫音樂節冠軍 2015         | 繼任： Stadio 〈Un giorno mi dirai〉（2016）                     |
| 前任： Emma Marrone 〈La mia città〉（2014） | 歐洲歌唱大赛義大利參賽者 2015 | 繼任： 佛朗琪絲卡·米凱琳 〈Nessun grado di separazione〉（2016） |